# Камегулов, Анатолий Дмитриевич
Анатолий Дмитриевич Камегулов (17 октября 1890, Смоленск — 9 октября 1937, Ленинград) — русский советский литературовед, литературный критик.

## Биография
Сын священника. Окончил Астраханскую гимназию.
До 1919 года сменил целый ряд профессий: плавал на пароходе кочегаром, работал на лесопильном заводе, служил в земстве счетоводом и статистиком, играл как профессионал в духовом оркестре в кинотеатрах и балаганах и т. д. С 1917 года активно участвовал в революционном движении. В марте 1919 вступил в ВКП(б). Выполнял ряд ответственных поручений на советской и партийной работе.
В 1926 году окончил Ленинградский университет. В следующем году вступил в Ленинградскую ассоциацию пролетарских писателей, где занимал ряд должностей, в том числе, ответственного секретаря ЛАПП, ответственного секретаря Федерации советских писателей и заместителя председателя Литературного фонда. Работал научным сотрудником ИРЛИ АН СССР.
Был ответственным секретарем Ленинградского отдела Федерации советских писателей, членом президиума ЛАПП и Правления РАПП. Один из организаторов инициированного РАППом журнала «Литературная учёба», переписывался по вопросам воспитания литературных кадров с М. Горьким. Один из руководителей Ленинградской ультраортодоксальной партийной группы «Литературный фронт». Активный участник ленинградских литературных дискусский рубежа 1920—1930-х годов. Об этом писал М. Горькому:
А тут (накануне третьей Лен(инградской) областной) конференции) ЛАППа) надвинулась очень страстная и упорная дискуссия по творческим вопросам. Я собрал последние силы, горячился, выступал на диспутах, бегал с утра до вечера по литературным кружкам на заводах и окончательно надорвался и физически и морально. Теперь говорю шепотом (совсем сорвал голос), кашляю и вообще представляю из себя «измочаленного» человека.
В 1934 году был участником Первого съезда советских писателей с решающим голосом.
Жил по адресу: Ленинград, ул. Чайковского, д. 39, кв. 12.
Впервые был арестован в феврале 1935 года. Обвинялся в содействии контрреволюционной зиновьевской группе. Постановлением Особого Совещания при НКВД СССР от 10 февраля 1935 года сослан в Тургай (Казакская АССР) сроком на 4 года.
Вторично арестован 29 марта 1936 года, а 9 октября 1937 года Военная Коллегия Верховного Суда ССР приговорила А. Камегулова к высшей мере наказания. Расстрелян в тот же день.
В 1958 году был посмертно реабилитирован.
Был женат на Бескиной А. М. (литературный критик, сотрудница ГИХЛ), Раисе Марковне Лазарсон (1903 — не ранее 1958).

## Творчество
Исследовал в духе времени русскую классику. В 1920—1930-е годы опубликовал работы «Труд и капитал в творчестве Н. А. Некрасова»; «Стиль Глеба Успенского» (1929) и др.
Автор многих рецензий и статей о творчестве советских писателей. Трактовал понятие и проблемы стиля. В 1929—1930 гг. развернулась дискуссия «по вопросам художественного метода пролетарской литературы». Кульминация полемики связана со спорами о романе рапповца Юрия Либединского «Рождение героя», в котором писатель вывел неприглядный образ партработника. На Либединского ополчились многие ортодоксы. В частности, газета «Правда» отвела критике романа целую полосу под названием «Литературный фронт». В дальнейшем писатели (А. Безыменский, В. Вишневский, М. Гельфанд, Г. Горбачев, И. Беспалов, А. Камегулов, В. Саянов и другие), разделяющие линию «Правды», защитившей партработников от их шельмования Либединским, образовали группу «Литфронт». Камегулов в статье «Письмо товарищам» («Печать и революция», 1930, № 5-6) резко критиковал произведения рапповцев Либединского и М. Чумандрина «Бывший герой». Этой злобе дня посвящен его сборник статей «На литературном фронте» (1930).
После того, как литфронтовцев обвинили в троцкизме, группа распалась, многие ее члены вернулись в РАПП. В 1930-х гг. Камегулов неистово боролся с троцкизмом в литературе (ему принадлежит книга «Троцкизм в литературоведении. Об историко-литературных и критических работах Г. Горбачева» (1932)).